# Kanton Lizy-sur-Ourcq
Der Kanton Lizy-sur-Ourcq war bis 2015 ein französischer Wahlkreis im Arrondissement Meaux im Département Seine-et-Marne und in der Region Île-de-France; sein Hauptort war Lizy-sur-Ourcq. Vertreter im Generalrat des Départements war von 2004 bis 2011 Francis Elu (PS). Ihm folgte Jean-Christophe Piéquet (UMP) nach.

## Gemeinden
Der Kanton umfasste 22 Gemeinden:
| Gemeinde               | Einwohner Jahr | Fläche km² | Bevölkerungsdichte | Postleitzahl | Code INSEE |
| ---------------------- | -------------- | ---------- | ------------------ | ------------ | ---------- |
| Armentières-en-Brie    | 1337 (2013)    | –          | – Einw./km²        | 77440        | 77008      |
| Cocherel               | 631 (2013)     | –          | – Einw./km²        | 77440        | 77120      |
| Congis-sur-Thérouanne  | 1801 (2013)    | –          | – Einw./km²        | 77440        | 77126      |
| Coulombs-en-Valois     | 632 (2013)     | –          | – Einw./km²        | 77840        | 77129      |
| Crouy-sur-Ourcq        | 1851 (2013)    | –          | – Einw./km²        | 77840        | 77148      |
| Dhuisy                 | 293 (2013)     | –          | – Einw./km²        | 77440        | 77157      |
| Douy-la-Ramée          | 320 (2013)     | –          | – Einw./km²        | 77139        | 77163      |
| Étrépilly              | 858 (2013)     | –          | – Einw./km²        | 77139        | 77173      |
| Germigny-sous-Coulombs | 209 (2013)     | –          | – Einw./km²        | 77840        | 77204      |
| Isles-les-Meldeuses    | 798 (2013)     | –          | – Einw./km²        | 77440        | 77231      |
| Jaignes                | 265 (2013)     | –          | – Einw./km²        | 77440        | 77235      |
| Lizy-sur-Ourcq         | 3612 (2013)    | –          | – Einw./km²        | 77440        | 77257      |
| Marcilly               | 463 (2013)     | –          | – Einw./km²        | 77139        | 77274      |
| Mary-sur-Marne         | 1211 (2013)    | –          | – Einw./km²        | 77440        | 77280      |
| May-en-Multien         | 908 (2013)     | –          | – Einw./km²        | 77145        | 77283      |
| Ocquerre               | 445 (2013)     | –          | – Einw./km²        | 77440        | 77343      |
| Le Plessis-Placy       | 278 (2013)     | –          | – Einw./km²        | 77440        | 77367      |
| Puisieux               | 318 (2013)     | –          | – Einw./km²        | 77139        | 77380      |
| Tancrou                | 372 (2013)     | –          | – Einw./km²        | 77440        | 77460      |
| Trocy-en-Multien       | 247 (2013)     | –          | – Einw./km²        | 77440        | 77476      |
| Vendrest               | 739 (2013)     | –          | – Einw./km²        | 77440        | 77490      |
| Vincy-Manœuvre         | 249 (2013)     | –          | – Einw./km²        | 77139        | 77526      |

## Bevölkerungsentwicklung
| 1968 | 1975   | 1982   | 1990   | 1999   | 2006   | 2011   |
| ---- | ------ | ------ | ------ | ------ | ------ | ------ |
| 8970 | 10.288 | 11.343 | 13.600 | 15.588 | 16.719 | 17.611 |